# Meisenheim
Meisenheim település Németországban, Rajna-vidék-Pfalz tartományban. Lakosainak száma 2836 fő (2023. december 31.).

## Népesség
A település népességének változása:
| Lakosok száma | 2885 | 2822 | 2858 | 2809 | 2794 | 2805 | 2839 | 2836 |
|               | 1975 | 2010 | 2016 | 2017 | 2019 | 2021 | 2022 | 2023 |